# Saara Tuominen
Saara Tuominen, född den 1 januari 1986 i Ylöjärvi i Finland, är en finländsk ishockeyspelare.
Hon tog OS-brons i damernas ishockeyturnering i samband med de olympiska ishockeytävlingarna 2010 i Vancouver.